# Leon Miękina
Leon Miękina (ur. 5 lipca 1930 w Cieszynie, zm. 4 listopada 2013) – polski nauczyciel, poeta, publicysta i działacz społeczny.

## Życiorys
Absolwent Liceum Administracyjno-Gospodarczego w Cieszynie i filologii polskiej na Katolickim Uniwersytecie Lubelskim. Po studiach podjął pracę jako nauczyciel w cieszyńskich szkołach średnich. Członek Macierzy Ziemi Cieszyńskiej, w latach 1981–1996 jej prezes. W 1982 roku doprowadził do powstania Klubu Literackiego „Nadolzie”. Jeden z inicjatorów powstania Książnicy Cieszyńskiej. W 1997 otrzymał Nagrodę im. Karola Miarki.
Pochowany na cmentarzu w Cieszynie-Bobrku.

## Wybrane publikacje
- Szukając do-pełnienia (1980, tomik wierszy)
- W cieniu Beskidów (1982, zbiór opowiadań)
- Przez pryzmat trioletu (1983, tomik wierszy)
- Światłocienie (1985, zbiór opowiadań)
- Karola Miarki związki z Cieszynem (1985)
- Prekursorzy (1988)
- Znów minie wiek... Antologia literatury nadolziańskiej (2001)
- Po bobreckich śladach... : w stulecie powstania cmentarza, kościoła, seminarium nauczycielskiego w Bobrku koło Cieszyna (2010)